# Pterolophia marmorea
Pterolophia marmorea là một loài bọ cánh cứng trong họ Cerambycidae.